# Пайатт (округ)
Па́йатт (англ. Piatt County) — округ в штате Иллинойс, США. Официально образован в 1841 году. По состоянию на 2010 год, численность населения составляла 16 729 человек.

## География
По данным Бюро переписи США, общая площадь округа равняется 1 137,011 км2, из которых 1 137,011 км2 — суша, и 0,300 км2, или 0,060 % — это водоёмы.

## Население
По данным переписи населения 2000 года в округе проживает 16 365 жителей в составе 6475 домашних хозяйств и 4726 семей. Плотность населения составляет 14,00 человек на км2. На территории округа насчитывается 6798 жилых строений, при плотности застройки около 6,00-ти строений на км2. Расовый состав населения: белые — 98,83 %, афроамериканцы — 0,24 %, коренные американцы (индейцы) — 0,08 %, азиаты — 0,13 %, гавайцы — 0,02 %, представители других рас — 0,14 %, представители двух или более рас — 0,57 %. Испаноязычные составляли 0,62 % населения независимо от расы.
В составе 32,60 % из общего числа домашних хозяйств проживают дети в возрасте до 18 лет, 63,30 % домашних хозяйств представляют собой супружеские пары, проживающие вместе, 6,80 % домашних хозяйств представляют собой одиноких женщин без супруга, 27,00 % домашних хозяйств не имеют отношения к семьям, 23,70 % домашних хозяйств состоят из одного человека, 11,80 % домашних хозяйств состоят из престарелых (65 лет и старше), проживающих в одиночестве. Средний размер домашнего хозяйства составляет 2,50 человека, и средний размер семьи — 2,96 человека.
Возрастной состав округа: 25,10 % — моложе 18 лет, 6,80 % — от 18 до 24, 27,60 % — от 25 до 44, 25,00 % — от 45 до 64, и 25,00 % — от 65 и старше. Средний возраст жителя округа — 40 лет. На каждые 100 женщин приходится 95,40 мужчин. На каждые 100 женщин старше 18 лет приходится 91,90 мужчин.
Средний доход на домохозяйство в округе составлял 45 752 USD, на семью — 52 218 USD. Среднестатистический заработок мужчины был 36 762 USD против 23 606 USD для женщины. Доход на душу населения составлял 21 075 USD. Около 3,60 % семей и 5,00 % общего населения находились ниже черты бедности, в том числе — 4,80 % молодежи (тех, кому ещё не исполнилось 18 лет) и 6,20 % тех, кому было уже больше 65 лет.